# كأس مولدوفا 2018–19
كأس مولدوفا 2018–19 هو الموسم 28 من  كأس مولدوفا. أقيم خلال الفترة 12 مايو 2018 وحتى 22 مايو 2019، والذي يشرف على تنظيمه اتحاد مولدافيا لكرة القدم، وكان عدد الأندية المشاركة فيه  47، وفاز فيه نادي شريف تيراسبول.